# Лебедев, Иван Кононович
Ива́н Ко́нонович Ле́бедев (1907 год, с. Большая Садовка, Пензенская губерния, Российская империя  — 24 ноября 1972 года, г. Москва, РСФСР, СССР) — советский партийный и государственный деятель, первый заместитель Председателя Совета Министров РСФСР (1955—1956 гг.).

## Биография
В 1928 году вступил в ВКП(б). В 1929 году был утвержден заведующим отделом исполнительного комитета районного Совета, с 1933 года — помощник начальника политотдела машинно-тракторной станции.
С 1936 года, по окончании Высшей партийной школы при ЦК ВКП(б) — на советской и партийной работе.
С 1944 по 1949 год — второй секретарь ЦК КП(б) Латвийской ССР, с февраля 1949 — первый секретарь Пензенского областного комитета ВКП(б), с 1952 по 1955 год — первый секретарь Омского областного комитета КПСС.
В 1955—1956 годах — первый заместитель председателя Совета Министров РСФСР. С апреля 1956 по 28 января 1960 год — первый секретарь Ставропольского краевого комитета КПСС; в этот период комсомольскую карьеру в Ставропольском крае делал М. С. Горбачёв.
Избирался:
- депутатом Верховного Совета РСФСР 1-го (1938—1947, от Сталинградской области)[4] и 4-го (1955—1959, от Омской области)[5] созывов;
- депутатом Совета Союза Верховного Совета СССР 2-го (1946—1950, от Латвийской ССР)[6], 3-го (1950—1954, от Пензенской области)[7], 4-го (1954—1958, от Омской области)[8] и 5-го (1958—1962, от Ставропольского края)[9] созывов.
- делегатом XIX (1952)[10], XX (1956)[11] и XXI съездов КПСС (1959)[12];
- членом ЦК КПСС (1952—1961)[2].

Похоронен на Новодевичьем кладбище.

### Семья
Жена — Зоя Васильевна Лебедева (урожд. Какурина; 1912—1996), агроном, учительница;
- дочь — Клара (1934—2007; в замужестве Журавлёва)[13].

## Награды и звания
- Три ордена Ленина[2]
- Орден Отечественной войны
- Медали

## Комментарии
1. 1 2 3  Село Большая Садовка упразднено в октябре 2011 года[1]; ныне — территория Николо-Барнуковского сельсовета, Сосновоборский район, Пензенская область Россия.